# Rhampsinitus pectinatus
Rhampsinitus pectinatus is een hooiwagen uit de familie echte hooiwagens (Phalangiidae).